# TFN (음악 그룹)
TFN(이전 이름: T1419)은 2021년 1월 11일에 데뷔한 MLD 엔터테인먼트 소속 대한민국의 9인조 보이그룹이다. 2022년 10월 17일, MLD 엔터테인먼트는 그룹명을 TFN으로 변경한다고 발표했다.
소니뮤직, NHN과 함께 손을 잡고 만든 그룹으로, 한국, 미국, 일본으로 동시 데뷔를 목표로 기획한 특급 프로젝트 그룹이다.
MLD 엔터테인먼트에서 론칭한 첫 번째 보이그룹이자, 모모랜드 이후 3년 11개월만에 나온 두 번째 아이돌 그룹이다.

## 이전 구성원
| 이름   | 소개 |
| ------ | --- |
| 노아   | - 본명 :최유빈 (Choi Yubin) - 생년월일 : 2000년 8월 2일(24세) - 출생지 : 대한민국 서울특별시                                                                                              |
| 시안   | - 본명 : 최창민 (Choi Changmin) - 생년월일 : 2001년 2월 2일(24세) - 출생지 : 대한민국 서울특별시 - 학력 : 한림연예예술고등학교 (실용무용과 / 졸업) 글로벌사이버대학교 방송연예과 재학 중  |
| 케빈   | - 본명 : 백승빈 (Baek Seungbin) - 생년월일 : 2001년 4월 8일(24세) - 출생지 : 대한민국 - 학력 : 한림연예예술고등학교 (연예과 /졸업) 글로벌사이버대학교 방송연예과 재학 중                  |
| 건우   | - 본명 : 김건우 (Kim Gunwoo) - 생년월일 : 2002년 5월 28일(22세) - 출생지 : 대한민국 경기도 성남시 - 학력 : 구미초등학교 구미중학교 분당중앙고등학교 글로벌사이버대학교 방송연예과 재학 중 |
| 레오   | - 본명 : 하야세 레오 (早瀬怜央) - 생년월일 : 2002년 10월 8일(22세) - 출생지 : 일본 |
| 온     | - 본명 : 최주환 (Choi Juhwan) - 생년월일 : 2002년 10월 16일(22세) - 출생지 : 대한민국 |
| 제로   | - 본명 : 나스카와 쇼타(名須川将太) - 생년월일 : 2003년 1월 20일(22세) - 출생지 : 일본 오사카                                                                                              |
| 카이리 | - 본명 :이마이 카이리 (今井魁里 ) - 생년월일 : 2003년 2월 24일(22세) - 출생지 : 일본 |
| 키오   | - 본명 : 우도 무사시(有働武蔵) - 생년월일 : 2004년 11월 25일(20세) - 출생지 : 일본 |

## 수상

### 시상식
- 2021년 제6회 아시아 아티스트 어워즈 포텐셜상
- 2022년 아시아 아티스트 어워즈 가수 부문 포텐셜상